# باب العزب (القاهرة)
باب العزب هو أحد أبواب قلعة صلاح الدين ويطل على مدرسة السلطان حسن ومسجد الرفاعي ويعتبر من أضخم وأجمل المنشآت الإسلامية بالقاهرة، يشبه الباب في تكوينه بابي الفتوح وزويلة، وهو مكون من برجين كبيرين مستطيلين لهما واجهة مستديرة أعلى كل منهما غرفة وبينهما توجد سقاطة استخدمت لإلقاء الزيوت المغلية على الأعداء الذين يحاولون اقتحام البوابة عنوة، وقد بنى هذا الباب الأمير رضوان كتخدا الجلفي قائد الجنود مشاة "العزب" في موضع باب قديم يرجع تاريخه إلى العصر المملوكي، وقد جدد هذا الباب الخديوي إسماعيل، وأكسبه مظهره الحالي ذو التصميم القوطي وذلك عندما جدد ميدان الرميلة ووسعه، كما أضاف إليه من الخارج الدرج المزدوج.

## مذبحة القلعة 1811م

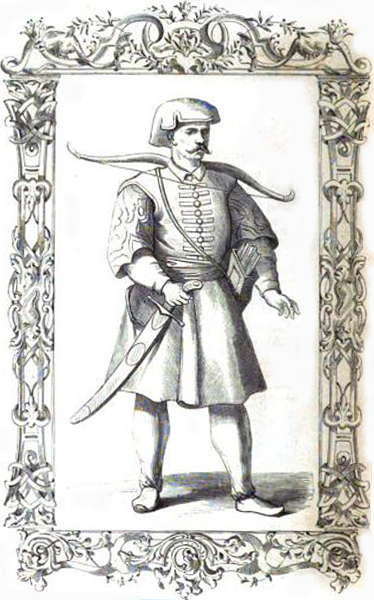
جندي من وحدات مشاة العَزَب الرماة.

جندي من وحدات مشاة العَزَب الرماة، يحمل سيفاً مربوطًا بحزامه وقوسًا حول عنقه وجعبة سهام تحت ذراعه اليسرى.
لمَّا تقلد الأمير طوسون خلعة القيادة، تحرك الموكب وفي مقدمته الفرسان يقودهم "أوزون علي"، ويتبعهم والي الشرطة والآغا محافظ القاهرة والمحتسب، ويليهم الجنود الأرناؤوط بقيادة "صالح آق قوش"، وسار ورائهم المماليك يتقدمهم "سليمان بك البواب"، ومن بعدهم بقية الجنود، ثم باقي المدعوين وأرباب المناصب.
وكان الموكب يسير بانحدار إلى باب العزب وهو أحد أبواب قلعة صلاح الدين.
ولمَّا اجتاز طليعة الموكب ووالي الشرطة والمحافظ باب العزب، ارتج الباب الكبير وأقفل من الخارج في وجه المماليك وتحول الجنود بسرعة عن الطريق، وتسلقوا الصخور على الجانبين، وراحوا يمطرون المماليك بوابل من الرصاص. وساد الهرج والمرج، وحاول المماليك الفرار، لكن قُتِل أغلبهم بالرصاص، حتى امتلأ فناء القلعة بالجثث، ومن نجا منهم من الرصاص، ذُبِحَ على أيدي الجنود.
ويقال أن الحي المقابل لباب العزب امتلأ بالدم واستغرق فترة طويلة للتخلص من أثاره، فسمَّاه المصريون حي الدرب الأحمر.